# Марин Маринов (офицер)
Вижте пояснителната страница за други личности с името Марин Маринов.
Марин Янакиев Маринов е български офицер (капитан), флигел-адютант на княз Александър I Батенберг, герой от Сръбско-българската война (1885).

## Биография
Марин Маринов е роден на 25 март 1856 година в Русе в семейството на търговец. На 7-годишна възраст постъпва в петкласното училище в родния си град, което завършва през 1870 година. В 1872 година продължава образованието си, като постъпва в престижния по това време Робърт колеж в Цариград. След завършването си през 1876 година се завръща в Русе и започва работа като писар при местен търговец на жито. По време на Руско-турската война (1877 – 1878) е вече книговодител в клон на Отоманска банка. През август 1878 година Маринов постъпва на военна служба в 14-а русенска дружина. На 9 ноември същата година е изпратен командировка в София, където на 12 декември постъпва във Военното училище.
Завършва с първия випуск през 1879 година, произведен е в чин прапоршчик и назначен в 23-та русенска пехотна дружина. По-късно е произведен в чин подпоручик и назначен за адютант на княз Александър I Батенберг. На 30 август 1882 е произведен в чин поручик. Като поручик в софийската 1-ва дружина същата година е прикомандирован във военна част в Царское село, Русия. Постъпва в Офицерската пехотна стрелкова школа в Ораниенбаум, която завършва прз 1883 година.
След като през 1885 година се завръща в България, на 30 август е произведен в чин капитан, като продължава да служи като адютант на княза. На 21 септември 1885 година по негова молба е назначен за командир на 3-ти пехотен бдински полк, чието командване поема на 1 октомври.

### Сръбско-българска война
През Сръбско-българската война (1885) полкът на капитан Маринов се сражава при Врабча (3 ноември) и при Сливница (5 – 7 ноември), където увличайки след себе си войниците в атаката на височините Три уши, проведена на 7 ноември е тежко ранен и по-късно умира от раните си. За показаната храброст в сраженията на 6 и 7 ноември е награден с орден „За храброст“ IV степен.
Капитан Марин Маринов умира на 18 декември 1885 г. На височината Три уши е поставен негов мемориал, където е прострелян смъртоносно.

## Военни звания
- Прапоршчик (10 май 1879)
- Подпоручик (1 ноември 1879, преименуван)
- Поручик (30 август 1882)
- Капитан (30 август 1885)

## Награди
- Орден „За храброст“ IV степен
- Орден „За заслуга“
- Пруски орден на червения ордел IV степен
- Руски орден „Св. Станислав“ III степен
- Румънска звезда V степен
- Сръбски орден „Такова“ IV и V степен
- Орден на Филип Великодушний от Хесенското Велико Херцогство